# Lhotka u Litultovic
Pour les articles homonymes, voir Lhotka.
Lhotka u Litultovic (de 1869 à 1950 : Lhotka ; en allemand : Oehlhütten) est une commune du district d'Opava, dans la région de Moravie-Silésie, en République tchèque. Sa population s'élevait à 203 habitants en 2021.

## Géographie
Lhotka u Litultovic se trouve à 14 km au sud-ouest d'Opava, à 39 km à l'ouest-nord-ouest d'Ostrava et à 237 km à l'est de Prague.
La commune est limitée par Litultovice au nord, par Dolní Životice et Mikolajice à l'est, par Melč, Moravice et Nové Lublice au sud, et par Jakartovice à l'ouest.

## Histoire
La première mention écrite de la localité remonte à 1381.

## Transports
Par la route, Kyjovice se trouve à 18 km d'Opava, à 52 km d'Ostrava et à 312 km de Prague.